# Monanthotaxis congoensis
Monanthotaxis congoensis är en kirimojaväxtart som beskrevs av Henri Ernest Baillon. Monanthotaxis congoensis ingår i släktet Monanthotaxis och familjen kirimojaväxter. Inga underarter finns listade i Catalogue of Life.